# Sofía Guillermina de Sajonia-Coburgo-Saalfeld
Sofía Guillermina de Sajonia-Coburgo-Saalfeld (en alemán, Sophie Wilhelmine von Sachsen-Coburg-Saalfeld; Saalfeld, 9 de agosto de 1693-Rudolstadt, 4 de diciembre de 1727) fue una princesa de Sajonia-Coburgo-Saalfeld por nacimiento, y princesa de Schwarzburgo-Rudolstadt por matrimonio.

## Biográfía
Sofía Guillermina era la hija mayor del duque Juan Ernesto IV de Sajonia-Coburgo-Saalfeld (1658-1729), de su segundo matrimonio con Carlota Juana de Waldeck-Wildungen (1644-1699), hija del conde Josías II de Waldeck-Wildungen. El lazo entre las dos familias se fortaleció tres años más tarde, cuando el hermano de ella, Francisco Josías, contrajo matrimonio con la hermana de su marido, Ana Sofía. El estrecho lazo con la muy piadosa corte de Rudolstadt también significó que el pietismo se afianzó en Sajonia-Coburgo-Saalfeld. El hermanastro de Sofía Guillermina, Cristián Ernesto II, apoyó este desarrollo.

## Matrimonio e hijos
El 8 de febrero de 1720 en Saalfeld, Sofía Guillermina contrajo matrimonio con el príncipe Federico Antonio de Schwarzburgo-Rudolstadt. La pareja tuvo los siguientes hijos: 
- Juan Federico (1721-1767), sucedió a su padre. Desposó en 1744 a la princesa Bernardina Cristina Sofía de Sajonia-Weimar-Eisenach (1724-1757).
- Sofía Guillermina (1723).
- Sofía Albertina (1724-1799).